# 汉华街道
汉华街道，是中华人民共和国河南省南阳市新野县下辖的一个乡镇级行政单位。

## 行政区划
汉华街道下辖以下地区：
书院社区、淯滨社区、团结社区、湍口社区、樊楼社区、孟营社区和蔡庄社区。